# 吴文达
吴文达（1962年5月—），男，汉族，安徽望江人，1985年3月加入中国共产党，中华人民共和国政治人物。

## 生平
1985年7月毕业于徽州师范专科学校（现黄山学院）化学系化学专业，留校工作。历任徽州师范专科学校党委宣传部干事，徽州师范专科学校团委副书记，徽州师范专科学校团委书记，徽州师范专科学校团委书记兼学生工作处副处长。其间于1992年5月至1994年1月参加安徽师范大学思想政治教育助教进修班学习硕士研究生主要课程并结业，于1994年8月至1996年12月在中央党校函授学院本科班经济管理专业学习。1996年12月，调任黄山市环保局副局长。2001年7月，任歙县县委副书记、组织部部长。2002年11月，任黟县县委副书记、县政府副县长。
2003年4月，任黟县县委副书记、县政府县长。2006年1月，任黟县县委书记、县人大常委会主任。2012年8月，任黄山市政府副市长。2015年11月，任黄山市委常委、政法委书记。2018年7月，任黄山市委常委，黄山风景区党工委书记、管委会副主任。2020年11月不再担任黄山市委常委职务。2021年1月，当选政协第七届黄山市委员会副主席。